# Triepeolus penicilliferus
Triepeolus penicilliferus är en biart som först beskrevs av Charles Thomas Brues 1903.  Triepeolus penicilliferus ingår i släktet Triepeolus och familjen långtungebin. Inga underarter finns listade i Catalogue of Life.